# Leptogaster antenorea
Leptogaster antenorea är en tvåvingeart som först beskrevs av Lioy 1864.  Leptogaster antenorea ingår i släktet Leptogaster och familjen rovflugor. Inga underarter finns listade i Catalogue of Life.